# 士師記
《士师记》或譯《民長紀》（希伯來語：ספר שופטים，Sefer Shoftim），是《舊約聖經》其中一卷。
士師記內容記述鬼魔的宗教如何纏繞為害以色列民，遭仇敵擊敗，漸漸腐敗，以及耶和華怎樣借助他所任命的士師憐憫悔改的百姓，拯救他們。俄陀聶、以笏、珊迦及其後各士師的行爲能够强化信心。正如希伯來書的執筆者使徒保罗説：“若要一一細説，基甸、巴拉、參孫、耶弗他，⋯⋯時候就不够了。他們因着信，制伏了敵國，行了公義，⋯⋯軟弱變為剛强，爭戰顯出勇敢，打退外邦的全軍。”
這個時期共有12位的士師，他們也包括陀拉、睚珥、以比讚、以倫和押頓。耶和華為士師爭戰，以他的靈幫助他們作戰。經上認爲，他們把功勞和榮耀全歸與上帝。

## 关于作者
據某些神學研究考據，執筆者是撒母耳，聖經中耶和華手下一位忠心的僕人。其原因是：在這段從士師發展至君王的過渡時期裏，他是耶和華的崇拜的首要提倡者。此外，他也是一系列忠信的預言者的第一位。既然如此，撒母耳很自然地成為執筆寫成士師記這項歷史記錄的人。但實際作者仍不詳。

## 覆盖的历史时期
士師記所包含的時期從《列王紀上》第6章第1节参可以計算出來。經文指出所羅門登基統治第四年開始建造耶和華的殿，這個時候也是“以色列人出埃及地後四百八十年”。（“四百八十”是個序數，它代表滿了整整479年。）在這479年的期間裏，為人所知的時期包括由摩西帶領以色列人在曠野的40年（《申命記》第8章第2节参）、掃羅統治的40年（《使徒行傳》第13章第21节参）、大衛作王的40年、所羅門秉政的最初3整年。把《列王紀上》第6章第1节参所説的479年減去上述的123年之後，便可算出這段從以色列人進入迦南地直至掃羅開始作王的期間一共是356年。士師記所載的各項事迹大部分發生於從約書亞逝世直到撒母耳之日的一段時期，其中所包含的年代共佔去這段356年期間的330年左右。

## 寫作背景
希臘文《七十士译本》把士師記這本書稱為克里泰（Kri‧tai′），希伯來文聖經則稱之為蘇發特姆（Sho‧phetim′），譯作“士師記”。蘇發特姆一詞來自動詞撒發特（sha‧phat′），意思是“審判、維護、懲治、管治”，這清楚顯明“審判衆人的上帝”委派這些人所擔任的神治職位。（希伯来书12：23）耶和華興起這些人在特别的時期內拯救他的百姓脱離外邦的奴役。
士師記的完成时间，書中的兩段話可以幫助尋得答案。第一段話是：“耶布斯人仍在耶路撒冷⋯⋯居住，直到今日。”（《士師記》第1章第21节参）既然大衛王在他登基的第八年，即公元前1070年，從耶布斯人手中奪取了“錫安的保障”，因此士師記必在這個日期之前業已完成。第二段話一共出現了四次：“那時以色列中沒有王。”因此在士師記寫成的時候，以色列人已有“王”在他們中間，意即在掃羅於公元前1117年登基作王之後。故此，這本書应当是在公元前1117年至1070年之間完成的。

## 主題特色
若說約書亞記是“得勝的書卷”，本書便是“失敗的書卷”了。本書記載以色列民入迦南後受外族侵擾和壓迫，他們的失敗是因為他們離棄神，敬拜偶像，並且行惡，惹耶和華發怒；於是耶和華藉外邦攻擊他們，希望他們悔改，然後神興起士師，將悔改的百姓從仇敵手中拯救出來。真神的行動反映了自己公義和慈愛的性情。本書正好回應申命記的信息——以色列民族的安全和興旺，有賴於他們對神的忠心和順服。

## 士师记的真确性
士師記的真確性受到多方的支持。猶太人一向承認它是聖經正典的一部分。希伯來文及基督教希臘文聖經的執筆者均引錄其中的記載，例如《詩篇》第83篇至第9篇参；《以賽亞書》第9章第4节参；《以賽亞書》第10章第26节参及《希伯來書》第11章第32节至第34节参。它對以色列的弱點和敗行毫不隱瞞，但同時頌揚耶和華無限的慈愛。他是以色列的拯救者。
此外，考古學的發現亦支持士師記的真確性。例如關於迦南人崇拜巴力的情況。除了聖經的資料外，人們對巴力崇拜所知甚少，這一直維持到始於1929年古迦南的烏加里特城（即今日與塞浦路斯的東北末端遙遙相對的叙利亞海岸之拉斯珊拉）出土為止。出土的文物顯示巴力宗教提倡物質主義、極端的國家主義及性崇拜。每個迦南城看來都設有一個聖所及邱壇，其內可能設有巴力的神像；在祭壇外不遠之處，人們也發現可能是象徵巴力神的生殖器的石柱。以人為祭的血沾滿了這些祭壇。後來以色列人受到巴力崇拜的污染，以致他們也使自己的兒女經由火祭獻給假神。其中有一根聖柱代表巴力的母親亞舍拉。百姓以淫蕩的性崇拜儀式去膜拜巴力的妻子——生育女神亞斯她錄。此外，廟宇裏也養有一班男女廟妓。因此圣经中记述，上帝耶和華吩咐人要徹底鏟除巴力崇拜及禽獸不如的信徒。“你眼不可顧惜他們。你也不可事奉他們的神。”

## 主要內容
全書可順序分為三部分。首兩章概述當時以色列的情況。第3至16章介绍以色列的12位士师的事迹。第17至21章則記載以色列內訌的經過。

### 12位士師所施行的拯救
覆盖《士師記》第3章参至《士師記》第16章参。

#### 以色列在士師時代的情況
（覆盖《士師記》第1章第1节参-《士師記》第2章第23节参）。聖經記述以色列各支派分别攻取各地，並在指派的土地上定居下來。然而，他們沒有把迦南人全部趕出，反而容許其中許多人作苦工，住在以色列人中間。因此耶和華的天使宣布説：“他們必作你們肋下的荊棘。他們的神必作你們的網羅。”（《士師記》第2章第3节参）故此，隨着新的一代興起，人們都不認識耶和華及他的作為，百姓便離棄上帝，轉而事奉巴力和别神。由於耶和華以災禍攻擊他們，他們“極其困苦”。因他們頑梗不化，甚至拒絶聽從士師的話，耶和華就把以色列交在仇敵手中，熬煉他們。這個背景對了解日後的事態發展大有幫助。（《士師記》第2章第15节参）

#### 士師俄陀聶
（覆盖《士師記》第3章第1节至第11节参）以色列人受迦南人所奴役而深陷困境時，他們開始呼求耶和華。他所興起的第一位士師是俄陀聶。俄陀聶仗賴上帝的圣灵获得能力和智慧施行管理。士师记记载说：“耶和華的靈降在他身上，”助他戰勝以色列的敵人。“於是國中太平四十年。”（《士師記》第3章第10节至第11节参）

#### 士師以笏
（覆盖《士師記》第3章第12节至第30节参）後來以色列人服事摩押王伊磯倫18年，耶和華再次垂聽他們的呼求，為他們興起以笏作士師。以笏是左撇子，他趁與王單獨一起時用自製的劍／匕首刺入伊磯倫肥胖的肚腹內而把他殺死。以色列人迅速結集起來與以笏一起擊潰摩押人，國中復享太平80年。

#### 士師珊迦
（覆盖《士師記》第3章第31节参）珊迦擊殺了600個非利士人，救了以色列人。從他所用的武器，趕牛的棍子可以看出勝利是憑藉耶和華的能力而贏得的。另有一种说法珊迦不是以色列的士师，他被称为亚拿的儿子珊迦，或许是埃及对抗非利士人的雇佣兵“亚拿之子”的首领，为赫人雇佣兵。

#### 士師底波拉
後來以色列服在迦南王耶賓和他的將軍西西拉手下，這王因擁有900輛鑲上鐵鐮的戰車而自豪。以色列人再度求告耶和華，他便興起士師底波拉，並使她招來巴拉應戰（《士師記》第4章第4节至第6节参）。為了防止巴拉及他的將士自誇，底波拉宣布耶和華會指引戰事的發展，並預言説：“耶和華要將西西拉交在一個婦人手裏。”（《士師記》第4章第9节参）巴拉召集拿弗他利及西布倫人來到他泊山。他率領1萬兵士下山爭戰。堅强的信心贏得了勝利。“耶和華使西西拉和他一切車輛全軍潰亂，”並且使基順河泛濫，把他們全部沖去，“沒有留下一人。”（《士師記》第4章第15节至第16节参）基尼人希百的妻子雅億用帳篷的橛子把逃到她帳篷裏的西西拉殺死，用橛子從西西拉的鬢邊釘進地裏。“這樣，上帝使⋯⋯耶賓被以色列人制伏了。”（《士師記》第4章第23节参）底波拉與巴拉作歌頌讚耶和華那戰無不勝的大能大力，因他甚至使星宿從天上爭戰，從軌道上攻擊西西拉。（《士師記》第5章第2节参）這樣國中得享太平四十年。

#### 士師基甸
（覆盖《士師記》第6章第1节参-《士師記》第9章第57节参）以色列人又行惡事，因此遭米甸人入侵欺凌。耶和華派天使委任基甸作士師，此外祂親自提出保證説：“我與你同在。”（《士師記》第6章第16节参）基甸採取的首項勇敢行動是把自己家鄉的巴力祭壇拆毁。那時聯手的敵軍過河到了耶斯列，“耶和華的靈降在基甸身上，”他就招聚以色列人預備爭戰。（《士師記》第6章第34节参）基甸把一團羊毛放在禾場上以露水作試驗，藉此獲得雙重的徵兆表明上帝確實與他同在。
耶和華向基甸示意他手下的3万2千名兵士實在過多，因為這個龐大的數目可能引致以色列人自誇，把勝利的功勞歸於自己。於是凡懼怕的都獲准回家，剩下來的只有1萬人。後來，惟獨成功通過在水旁喝水的試驗，證明是警醒戒備的300人才獲選錄用。基甸夜探米甸營，聽見有人向同伴解夢，説話間對基甸再次提出保證，説：“這不是别的，乃是⋯⋯基甸的刀；上帝已將米甸和全軍都交在他的手中。”（《士師記》第7章第14节参）基甸敬拜上帝之後，將手下的人分作三隊圍繞米甸營。突然之間，吹角的聲音，擊碎瓶子的聲音，高舉的火把衝破了黑夜的沉寂。基甸的300人大聲喊叫説：“耶和華和基甸的刀！”（《士師記》第7章第20节参）敵軍全營頓時大亂。人們用刀互相擊殺。以色列人追擊他們，並且殺了他們的首領。當時，以色列的百姓請求基甸管理他們，但他毅然拒絶，説：“唯有耶和華管理你們。”（《士師記》第8章第23节参）可是，他卻用戰利品的金飾造了一個以弗得，後來百姓對此過度尊崇而成了基甸和他全家的網羅。基甸在世的日子，國中太平40年。
基甸死後，一個由他的妾所生、名叫亞比米勒的兒子篡奪大權，並且殺了他的70個同父異母兄弟。基甸的幼子約坦是唯一得以逃脱的人，他站在基利心山頂上宣布亞比米勒必遭報應。他設了一個衆樹的比喻，將亞比米勒的“王權”比作一棵卑微的荊棘。不久，亞比米勒在示劍被捲入一場內部鬥爭中，結果他被一個婦人從提備斯的城樓上用一塊磨石擲破腦骨，不得善終。

#### 士師陀拉及睚珥
（覆盖《士師記》第10章第1节至第5节参）他們相繼憑着耶和華的能力施行拯救，並分别作士師23年和22年。

#### 士師耶弗他
（覆盖《士師記》第10章第6节参-《士師記》第12章第7节参）以色列人故態復萌，崇拜假神偶像，耶和華的怒氣再次向這個國家發作。百姓受亞捫人與非利士人擾害欺壓。以色列人召回被趕逐的耶弗他，要他帶領他們爭戰。在這個爭論中，誰是真正的審判官成了焦点问题。耶弗他説：“願審判人的耶和華今日在以色列人和亞捫人中間判斷是非。”（《士師記》第11章第27节参）耶和華的靈降在耶弗他身上，他就向耶和華許願，他若能够從亞捫人那裏平平安安回來，他必定會將最先從他的家門出來迎接他的人歸於耶和華。耶弗他大大殺敗亞捫人。他返回米斯巴，到了自己的家，他的女兒最先走出來，興高采烈地迎接他贏得耶和華所賜的勝利。耶弗他与他的獨生女都坚持履行誓言，但履行的方式描述得很隐讳，一说是将女兒献作燔祭，因耶弗他和女兒都无比悲痛，另一说是獨生的女兒终身不嫁，專一地事奉讚美耶和華，因仿效外邦以人為祭并不符合摩西律法。
以法蓮人怨恨耶弗他沒有招他們同去與亞捫人爭戰。他們威脅耶弗他，後者惟有擊退他們。以法蓮人被殺的有4萬2000人，其中大部分是因為在過約旦河渡口時不能準確發音，正確地説出“示播列”而被擊殺。耶弗他繼續作以色列的士師六年。（《士師記》第12章第6节参）

#### 士師以比讚、以倫和押頓
（覆盖《士師記》第12章第8节至第15节参）聖經對他們作士師的經過透露不多，他們分别作士師七年、十年和八年。

#### 士師參孫
（覆盖《士師記》第13章第1节参-《士師記》第16章第31节参）以色列再度落入非利士人手中。耶和華興起參孫作士師。他的父母自他出生便把他獻作拿細耳人，因此他終生都不能剃頭。他長大之後，耶和華祝福他，「後來耶和華的靈感動他。」（《士師記》第13章第25节参）他力大無窮，竅訣不在乎他肌肉强壯而是在乎耶和華賜他氣力。有一次，耶和華的靈大大感動參孫，他雖手無寸鐵，卻殺死了一頭獅子，並在後來擊殺了30個非利士人以報復非利士人的詭詐。（《士師記》第14章第6节参，《士師記》第14章第19节参）因為非利士人繼續以詭詐的方式破壞參孫與一個非利士女子的婚約，他於是捉了300隻狐狸，將狐狸尾巴一對一對的捆住，將火把捆在兩條尾巴中間，點着火把，將牠們放出去燒毁了非利士人的庄稼、葡萄園和橄欖園。然後他大大擊殺非利士人，“連腿帶腰都砍斷了”。（《士師記》第15章第8节参）非利士人説服猶大支派的以色列人把參孫捆綁起來交給他們，耶和華的靈再度大大感動他，綁他的繩就從他手上脱落。參孫擊殺了一千個非利士人，“殺人成堆！”（《士師記》第15章第14节至第16节参）他用一塊未乾的驢腮骨作武器擊殺敵人。耶和華施行奇迹使戰場的地裂開，有水從其中湧出來，讓他的僕人喝了恢復體力。
後來參孫到了迦薩，在一個妓女家中投宿，非利士人把他團團圍住，悄悄埋伏。耶和華的靈再次與他同在，他在半夜起來，將城門的門扇、門框、門閂一併拆下來，扛到對面希伯崙的山頂上。後來他愛上了居心叵測的大利拉。這個女子甘願受非利士人利用，終日嘮叨追問參孫，他終於受不了而透露自己是個歸給上帝的拿細耳人，所蓄的長髮便象徵這件事。這乃是他氣力的真正來源。大利拉趁他睡着時把他的頭髮剃掉。參孫醒來作戰時不再所向無敵了，因為“耶和華已經離開他。”（《士師記》第16章第20节参）非利士人將他擒拿，挖了他的雙眼，使他像奴隸一般在監裏推磨。到了向大袞神獻大祭的日子，非利士人把參孫帶出來戲弄一番。他們忽略了那時他的頭髮已逐漸長得濃密。他們把他帶到用來崇拜大袞神的神廟，讓他站在兩根大柱子中間。參孫求告耶和華説：“主耶和華啊，求你眷念我。上帝啊，求你賜我這一次的力量。”耶和華果然眷念他。參孫就抱住兩根柱子，“盡力屈身”——靠着上帝的能力——「房子倒塌，這樣，參孫死時所殺的人比活着所殺的還多。」

### 以色列人內訌
覆盖《士師記》第17章参至《士師記》第21章参。這些事件發生於士師時代的早期，因為聖經透露當時摩西和亞倫的孫兒約拿單與非尼哈仍然在世。

#### 米迦和但人
（覆盖《士師記》第17章第1节参-《士師記》第18章第31节参）以法蓮人米迦自行設立“神堂”，堂內供奉雕刻的神像，並立了一位利未人作祭司。（《士師記》第17章第5节参）但支派的人在北面探尋居住為業之地。他們把米迦的神像，一切用具與祭司一併掠走，並往北摧毁了毫無防範的拉億城。他們就地修建了自己的但城，又設立了米迦的雕刻偶像。耶和華純真崇拜的聖所設於示羅的日子，他們一直奉行自己所設立的宗教。

#### 便雅憫人在基比亞的罪行
（覆盖《士師記》第19章第1节参-《士師記》第21章第25节参）接着記載的事件促使何西阿在後來寫道：“以色列啊，你從基比亞的日子以來時常犯罪。”（《何西阿書》第10章第9节参）當時有一個住在以法蓮的利未人與他的妾在回家途中路經便雅憫的基比亞，在一個老人的家中度宿一晚。城裏一些無惡不作的歹徒包圍房子，竟然要求與那個利未人交合。後來他們强奸了那人的妾，終夜凌辱她。翌晨她被發現倒斃在房子門前。利未人把她帶回家，將屍身切成12塊，派人送到以色列四境。這使12支派面臨考驗，他們會討伐基比亞人，以便把這種惡行從以色列中除掉。便雅憫人包庇這件惡事。其餘各支派聚集在米斯巴耶和華面前，他們決定照所抽的籤前往基比亞攻討便雅憫支派。在經歷兩次敗仗之後，其餘的支派伏兵成功，差不多把便雅憫支派全部滅絶，只剩下600人逃到臨門磐。後來以色列人後悔使以色列缺了一個支派。因此他們屠灭了基列雅比人，存留他们族中的处女给便雅憫人為妻，但仍不足，便又纵容剩下的便雅憫人抢夺示羅人的女子。這項有關以色列內訌鬥爭的記載至此亦告一段落。士師記的最後一句話再次指出：“那時，以色列中沒有王，各人任意而行。”（《士師記》第21章第25节参）。類似情節於羅得的記載中亦曾出現。

## 基督新教觀點

### 提防巴力崇拜
士師記記錄了大量的鬥爭與流血，但目的是要说明耶和華是祂百姓的拯救者。表明上帝名下的百姓若悔改，耶和華必將興起士師拯救他們。士師記大力提倡耶和華的崇拜，警告人提防愚昧的鬼魔宗教、宗教聯合及不道德的交往。耶和華對巴力崇拜的嚴厲譴責應該促使现代人遠避與巴力崇拜相若的物質主義、國家主義和性不道德。（《士師記》第2章第11节至第18节参）

### 士师的力量来源
士師們表现大無畏的精神和勇敢的信心，在《希伯來書》第11章第32节至第34节参士師們受到保罗熱烈的讚賞。他們為了要使耶和華的名成聖而奮鬥，但不是靠自己的力量。他們意識到，並承認，耶和華的聖靈是他們的力量來源。照樣，今日基督徒可以運用“聖靈的寶劍”——圣经——而相信耶和華會賜予力量，正如他賜力量給巴拉、基甸、耶弗他、參孫及其他的士師一樣。基督徒应当向耶和華禱告和全心倚靠他，藉着他的聖靈之助，便能在靈性上像參孫在肉體上一般强壯，也能够克服巨大的障礙。

## 其它部分引用
以賽亞先知曾兩次在以賽亞書提及士師，表示耶和華必然會擊碎仇敵加於祂百姓身上的軛，正如祂在米甸的日子所行一般。這也让人联想到底波拉和巴拉在詩歌的末了所作的熱切禱告：“耶和華啊，願祢的仇敵都這樣滅亡！願愛祢的人如日頭出現，光輝烈烈！”（《士師記》第5章第31节参）这里提到的“愛祢的人”就是耶穌基督，因為祂在《馬太福音》第13章第43节参説了一句類似的話：“那時，義人在他們父的國裏，要發出光來，像太陽一樣。”因此士師記指出了正義的審判官和王國種子——耶穌基督——會施展祂的大能。藉着耶穌，耶和華會為祂的名帶來榮耀和使之成聖。這與詩篇的執筆者在禱告中論及上帝仇敵的話完全一致：“求祢待他們，如待米甸，如在基順河待西西拉和耶賓一樣。使他們知道：唯獨祢——名為耶和華的——是全地以上的至高者！”

## 参看
- 士师
- 参孙
- 基甸
- 耶弗他
- 旧约圣经
- 圣经
- 便雅憫人
- 非利士人
- 以色列十二部族

### 研究
- Rüdiger Bartelmus: Forschung am Richterbuch seit Martin Noth. In: Theologische Rundschau (ThR) 56 (1991), 221-259.
- Timo Veijola: Deuteronomismusforschung zwischen Tradition und Innovation. 3. Josua- und Richterbuch. In: ThR 67 (2002), 391-402.

### 评论
- Manfred Görg: Richter (NEB 31). Würzburg: Echter 1993. ISBN 3-429-01549-9
- Hans Wilhelm Hertzberg: Die Bücher Josua, Richter, Ruth (ATD 9). Göttingen: Vandenhoeck und Ruprecht 1953, 21959, 31965, 41969, 51973, 61985. ISBN 3-525-51139-6

### 专门研究
- Uwe Becker: Richterzeit und Königtum: Redaktionsgeschichtliche Studien zum Richterbuch (BZAW 192). Berlin: de Gruyter 1990. ISBN 3-11-012440-8
- Herbert Niehr: Herrschen und Richten: Die Wurzel špṭ im Alten Orient und im Alten Testament (FzB 54). Würzburg: Echter 1986. ISBN 3-429-01012-8
- Wolfgang Richter: Traditionsgeschichtliche Untersuchungen zum Richterbuch (BBB 18).（《士师记中的民俗历史研究》）Bonn 1963, 21966.
- Wolfgang Richter: Die Bearbeitungen des „Retterbuches“in der deuteronomischen Epoche (BBB 21). Bonn 1964.

## 外部連結
- 基督教文藝出版社藏書 （页面存档备份，存于）香港浸會大學圖書館 華人基督教文獻保存計劃
- 思高聖經學會藏書 （页面存档备份，存于）香港浸會大學圖書館 華人基督教文獻保存計劃

### 閱讀聖經
- 士師記 （页面存档备份，存于）
- 士师记 （页面存档备份，存于）